# مارك بان
مارك جون بان (بالإنجليزية: Mark Bunn)‏ (مواليد 16 نوفمبر 1984) هو لاعب كرة قدم إنجليزي في مركز حراسة المرمى. يلعب حاليًا لصالح نادي أستون فيلا.

## روابط خارجية
- مارك بان على موقع الاتحاد الأوربي (الإنجليزية)
- مارك بان على موقع قاعدة بيانات كرة القدم.إي يو (الإنجليزية)
- مارك بان على موقع Soccerbase.com (لاعب) (الإنجليزية)
- مارك بان على موقع Soccerway.com (الإنجليزية)
- مارك بان على موقع عالم كرة القدم.نت (الإنجليزية)
- مارك بان على موقع AS.com (الإسبانية)